# Raperie British Cemetery
Raperie British Cemetery is een Britse militaire begraafplaats met gesneuvelden uit de Eerste Wereldoorlog, gelegen in de gemeente Villemontoire in het Franse departement Aisne. De begraafplaats werd ontworpen door Edwin Lutyens en ligt langs de weg naar Parcy-et-Tigny op bijna 1 kilometer ten zuidwesten van het dorpscentrum (Église Saint-Hilaire).  
Ze heeft een nagenoeg vierkantig grondplan met een oppervlakte van 2.576 m² en wordt omsloten door een lage natuurstenen muur, afgedekt met rechtopstaande breukstenen. De oostelijke (achterste) muur maakt een naar buiten gerichte boog (zoals een apsis) waarin de Stone of Remembrance is geplaatst. 
Aan de straatzijde bevindt zich de open toegang tussen twee zware stenen zuilen met zitbanken en wordt gemarkeerd door twee paaltjes verbonden met een ketting. Direct na de toegang staat het Cross of Sacrifice. In de noordelijke en zuidelijke hoek staan twee gelijkaardige schuilhuisjes afgedekt met een zadeldak.
De begraafplaats wordt onderhouden door de Commonwealth War Graves Commission.

## Geschiedenis
Het dorp is gelinkt aan de 15th (Scottish) en de 34th Divisions die onder Frans bevel in de periode van 23 juli tot 2 augustus 1918 aan een zegevierende opmars begonnen. De begraafplaats werd na de wapenstilstand aangelegd door concentratie van graven uit het omringende slagveld en uit verschillende kleinere begraafplaatsen die werden opgeruimd. Deze waren: Billy-sur-Ourcq Churchyard (5 doden) en Billy-sur-Ourcq Communal Cemetery (3 doden) in Billy-sur-Ourcq, Cheshire Cemetery (16 doden), Hartennes Road Cemetery (23 doden), Hereford Cemetery en Raperie Quarry Cemetery (103) doden) in Parcy-et-Tigny.
Er liggen 612 Britten begraven waaronder 114 niet geïdentificeerde. Voor elf slachtoffers werden Special Memorials opgericht omdat hun graven niet meer gelokaliseerd konden worden en men neemt aan dat ze onder naamloze grafzerken liggen.
Alle slachtoffers, behalve twee, sneuvelden tussen 21 juli en 2 augustus 1918.

### Onderscheiden militairen
- de luitenant-kolonels Charles Edward Arthur Jourdain (The Loyal North Lancashire Regiment), George Alexander Smith (Gordon Highlanders) en John Graham Dooner (Royal Field Artillery) werden onderscheiden met de Distinguished Service Order (DSO). Laatstgenoemde ontving ook het Croix de guerre.
- de majoors Augustin George Richard Whitehouse (Herefordshire Regiment) en Russell Herbert Freeman (Royal Air Force), de kapiteins Arthur Nelson Hampton Weekes (Royal Sussex Regiment) en Haddo Reginald Drummond-Fraser (Cheshire Regiment) en luitenant Findlay MacFadyan Ross (Royal Scots) werden onderscheiden met het Military Cross (MC). Majoor R.H. Freeman ontving ook het Croix de guerre.
- compagnie sergeant-majoor W. Moncur (Royal Scots), regiment sergeant-majoor John Simmons (Royal Sussex Regiment) en sergeant J.B. Symonds (Herefordshire Regiment) werden onderscheiden met de Distinguished Conduct Medal (DCM). Laatstgenoemde ontving ook de Military Medal (DCM, MM).
- compagnie sergeant-majoor Hugh Ralston (Cameronians (Scottish Rifles)), de sergeanten A. Dolan (Black Watch (Royal Highlanders)), Walter Porter (Royal Scots)) en John Scott (Argyll and Sutherland Highlanders), korporaal Alexander Paterson (Gordon Highlanders) en de soldaten W. Gowanlock (Cameronians (Scottish Rifles)) en Charles Aubrey Sasse (The Queen’s (Royal West Surrey Regiment)) werden onderscheiden met de Military Medal (MM).